# 화이트헤드피그미다람쥐
화이트헤드피그미다람쥐(Exilisciurus whiteheadi)는 다람쥐과에 속하는 설치류의 일종이다. 보르네오섬 고자대 숲의 토착종이다. 먹이는 주로 지의류와 서식지의 나무를 덮고 있는 이끼류로 구성되어 있다.